# Фаупель, Фридрих
Фридрих Карл Иоганн Фаупель (нем. Friedrich Karl Johann Vaupel или нем. Friedrich Vaupel, 23 мая 1876 — 4 мая 1927) — немецкий ботаник.

## Биография
Фридрих Карл Иоганн Фаупель родился в городе Бад-Кройцнах 23 мая 1876 года.
Фаупель изучал естественные науки в Мюнхене. С 1899 по 1900 год он прервал учёбу для поездки в Мексику и Западную Индию.
С 1910 по 1927 год Фаупель был председателем Deutschen Kakteen-Gesellschaft. Его преемником стал немецкий ботаник и миколог Эрих Вердерманн.
Фридрих Карл Иоганн Фаупель умер в Берлине 4 мая 1927 года.

## Научная деятельность
Фридрих Карл Иоганн Фаупель специализировался на семенных растениях.

## Публикации
- Die Kakteen. Monographie der Cactaceae. 1925—1926.
- 1903. Beiträge zur Kenntnis einiger Bryophyten, Inaugural-dissertation. Ed. Druck von V. Höfling. 29 pp.
- 1913. Verzeichnis der seit dem Jahre 1903 neu beschriebenen und umbenannten Gattungen und Arten aus der Familie der Cactaceae soweit sie noch nicht in dem ersten Nachtrag zu K. Schumanns Gesamtbeschreibung der Kakteene enthalten sind. Ed. J. Neumann. 40 pp.

## Почести
Род растений Vaupelia Brand. был назван в его честь.